# Hôtel de ville de Telč
L'hôtel de ville de Telč (en allemand Teltsch), une ville du district de Jihlava de la région de Vysočina (République tchèque), a été érigé au XVe siècle. L'hôtel de ville est classé monument culturel depuis 1958.

## Histoire
Les premières nouvelles concernant la mairie remontent à 1443. Le bâtiment massif a été créé en reliant deux maisons gothiques.  En 1574, le bâtiment a été reconstruit dans le style Renaissance, créant l'extraordinaire façade. La conception est attribuée au constructeur italien Baldassare Maggi, qui a également dirigé la rénovation du château de Telč. La façade se termine par un créneau et une tour ronde à bulbe.
À l'avant, dans l'arcade, se trouve une plaque commémorative de l'entrée de la ville sur la liste du patrimoine mondial de l'UNESCO en 1992.

## Littérature
- Josef Hrdlička, Markéta Hrdličková, Antonín Bína : Tél. Sites dans et autour de la ville. Dobrý důvod, Telč 2007,  (ISBN 978-80-903546-4-7), page 11.

## Liens web
- Descriptif (consulté le 22. février 2015)